# (11019) Hansrott
(11019) Hansrott (1984 HR) – planetoida z pasa głównego asteroid okrążająca Słońce w ciągu 3,69 lat w średniej odległości 2,39 j.a. Odkryta 25 kwietnia 1984 roku.